# Sandra Droucker

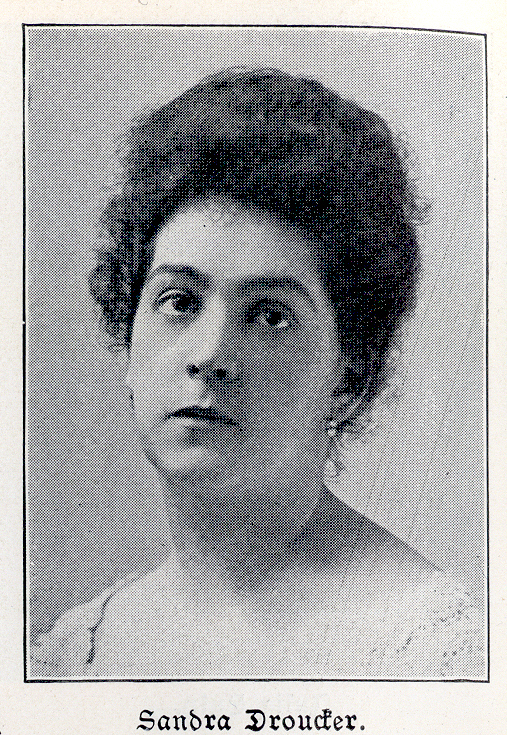
Sandra Droucker um 1906

Sandra Droucker (* 7. Mai 1875 in Sankt Petersburg; † 1. April 1944 in Hamar, Norwegen) war eine russisch-norwegische Pianistin und Musikpädagogin.

## Leben
Droucker war in Russland aufgewachsen als Kind eines deutsch-jüdischen Vaters und einer russischen, aus dem Adel stammenden Mutter. Sie war Schülerin von Anton Rubinstein am Sankt Petersburger Konservatorium. Über ihre Ausbildung bei Rubinstein veröffentlichte sie 1904 ein Buch, das die Unterrichtsmethoden Rubinsteins vermittelt. Ausgedehnte Konzertreisen machten sie seit 1894 nicht nur in Russland, sondern auch in England, Italien und Deutschland und vor allem in Skandinavien sehr bekannt. Droucker beherrschte sechs Sprachen, sie lebte seit ca. 1894 dauerhaft in Berlin, wo die damals 28-Jährige von 1904 bis 1906 Lehrerin am Stern’schen Konservatorium war. Sie unterrichtete ebenfalls an Petersens Akademie der Musik. Am 3. März 1905 nahm sie als eine der ersten Pianistinnen 12 Stücke für Welte-Mignon auf, wozu nur erstklassige Pianisten ausgewählt wurden. Seit 1905 leitete sie den Klavierunterricht der Prinzessin Viktoria Luise von Preußen.
Von 1910 bis 1918 war sie mit dem österreichischen Pianisten Gottfried Galston verheiratet, in dieser Zeit nannte sie sich Droucker-Galston.
Am 27. März 1913 trat sie das erste Mal mit den Berliner Philharmonikern auf, die sie als Solistin auch auf einer Skandinavien-Tournee begleitete.
In den 1930er Jahren traf sie mit Oswald Jonas zusammen, der Schüler von Heinrich Schenker war und dessen Theorien vertrat, und von 1930 bis 1934 ebenfalls am Stern’schen Konservatorium lehrte. Jonas bezeichnet sie 1932 als seine Schülerin und erwähnt einen Vortrag von ihr in Oslo. Vermutlich schon seit dem Ende des Ersten Weltkrieges staatenlos, ging sie nach der Machtergreifung Hitlers nach Norwegen, sie hatte in Deutschland Berufsverbot. Droucker sprach fließend norwegisch und hatte aus ihrer Zeit als Klavierprofessorin etliche norwegische Schüler, darunter Anne-Marie Ørbeck. Bjørn Bjørnson beschaffte ihr und Ignaz Friedman eine Aufenthaltsgenehmigung. 1938 wurde sie unter Ministerpräsident Mowinckel norwegische Staatsbürgerin, nachdem sich prominente Norweger wie Aslaug Mohr und der Komponist Edvard Sylou-Creutz für sie einsetzten. Sie verstarb 1944 im Rotkreuz-Hospital Hamar, da die Krankenhäuser in Oslo kriegsbedingt keine Patienten mehr aufnahmen.

## Widmungen
Mehrere Komponisten widmeten Sandra Droucker ihre Werke, darunter
- Christian Sinding, Fatum-Variationen op. 94 (1909),
- Justus Hermann Wetzel, Verwandlungen eines eigenen Themas op. 12 (1928/29), uraufgeführt durch Sandra Drucker am 16. März 1929 in der Berliner Singakademie.

## Werke
- Erinnerungen an Anton Rubinstein: Bemerkungen, Andeutungen und Besprechungen (mit vielen Notenbeispielen) in seiner Klasse im St. Petersburger Konservatorium. Leipzig: Bartholf Senff, 1904

Kompositionen
- 12 Klavierstücke: François Couperin. Für die Jugend bearb. von Sandra Droucker. Wien, New York: Universal-Edition, 1925.
- Mazurka für Klavier von Sandra Droucker. Universitetsbiblioteket i Agder, Kristianssand
- Zwei Kinderstücke für Klavier von Sandra Droucker. Universitetsbiblioteket i Agder, Kristianssand